# Ronny Deila
Ronny Deila, né le 21 septembre 1975 à Porsgrunn, est un footballeur norvégien devenu entraîneur.

## Biographie
Ce défenseur connaît deux sélections en équipe de Norvège espoirs et remporte pour seul trophée la Coupe de Norvège en 2000 avec ODD Grenland. Il arrête sa carrière en 2008.

### Carrière d'entraîneur

#### Strømsgodset IF
Devenu entraîneur à Strømsgodset IF, il remporte la Coupe de Norvège en 2010, puis le championnat en 2013 – une première pour le club depuis 1970.

#### Celtic FC
À l'été 2014 il signe un contrat d'une saison avec le Celtic FC, double champion d'Écosse en titre. Durant son passage chez les Bhoys, Deila remporte le championnat deux années de suite (en 2015 et 2016).

#### New York City FC
Le Norvégien arrive au New York City FC en janvier 2020. Il remportera la Coupe MLS l'année suivante. 

#### Standard de Liège
Le 13 juin 2022, Deila devient le nouvel homme fort du Standard de Liège, en Belgique. Il succède à Luka Elsner, parti après le rachat du club par le groupe 777 Partners. Malgré quelques défaites décevantes à domicile, il qualifie l'équipe pour les play-offs 2. En mai 2023, cinq jours après avoir catégoriquement affirmé à la télévision n'avoir aucun contact avec le Club Brugge, il y signe pour trois ans.

#### Club de Bruges
Fin novembre, les Gazelles bouclent le premier tour du championnat à la septième place, ce qui constitue le pire bilan du matricule 3 depuis plus de 40 ans. Toujours en lice sur la scène européenne à la sortie de l'hiver, les Brugeois sont toutefois éliminés en Coupe de Belgique par l'Union St-Gilloise sur laquelle ils compteront dix-neuf points de retard en Pro League au terme de la phase classique. Après une dernière défaite à Saint-Trond, Deila se fait virer le lundi 18 mars 2024 avec l’entièreté de son équipe technique.
Nicky Hayen, entraîneur du Club NXT en Challenger Pro League, assure l’intérim jusqu’en fin de saison (soutenu par Michiel Jonckheere, le coach des U18) et conduit les Blauw en Zwart au titre grâce à un 24/30 en play-offs. 

## Palmarès

### En tant que joueur
Odds BK
- Vainqueur de la Coupe de Norvège en 2000

### En tant qu'entraîneur
Strømsgodset IF
- Vainqueur de la Coupe de Norvège en 2010
- Champion de Norvège en 2013

 Celtic FC
- Champion d'Écosse en 2015 et 2016
- Vainqueur de la Coupe de la Ligue en 2015

 New York City FC
- Vainqueur de la Coupe MLS en 2021

## Vie privée
Il a deux jumelles issues d'une union avec la sœur de l'attaquant Sigurd Rushfeldt: Thale Rushfeldt Deila et Live Rushfeldt Deila, toutes deux joueuses professionnelles de handball.